# De Industrie (motorenfabriek)

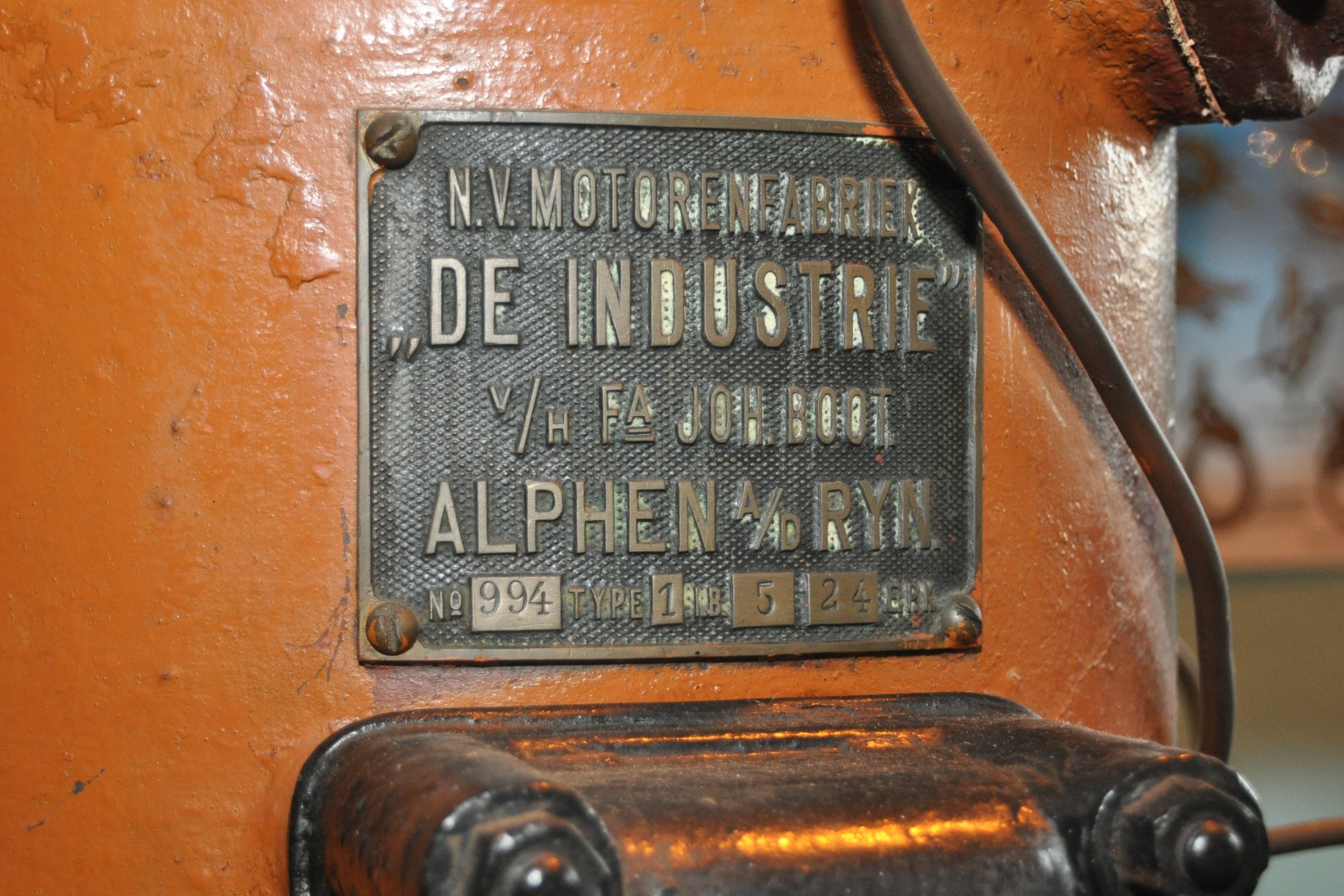
Motorembleem De Industrie in Kromhoutmuseum

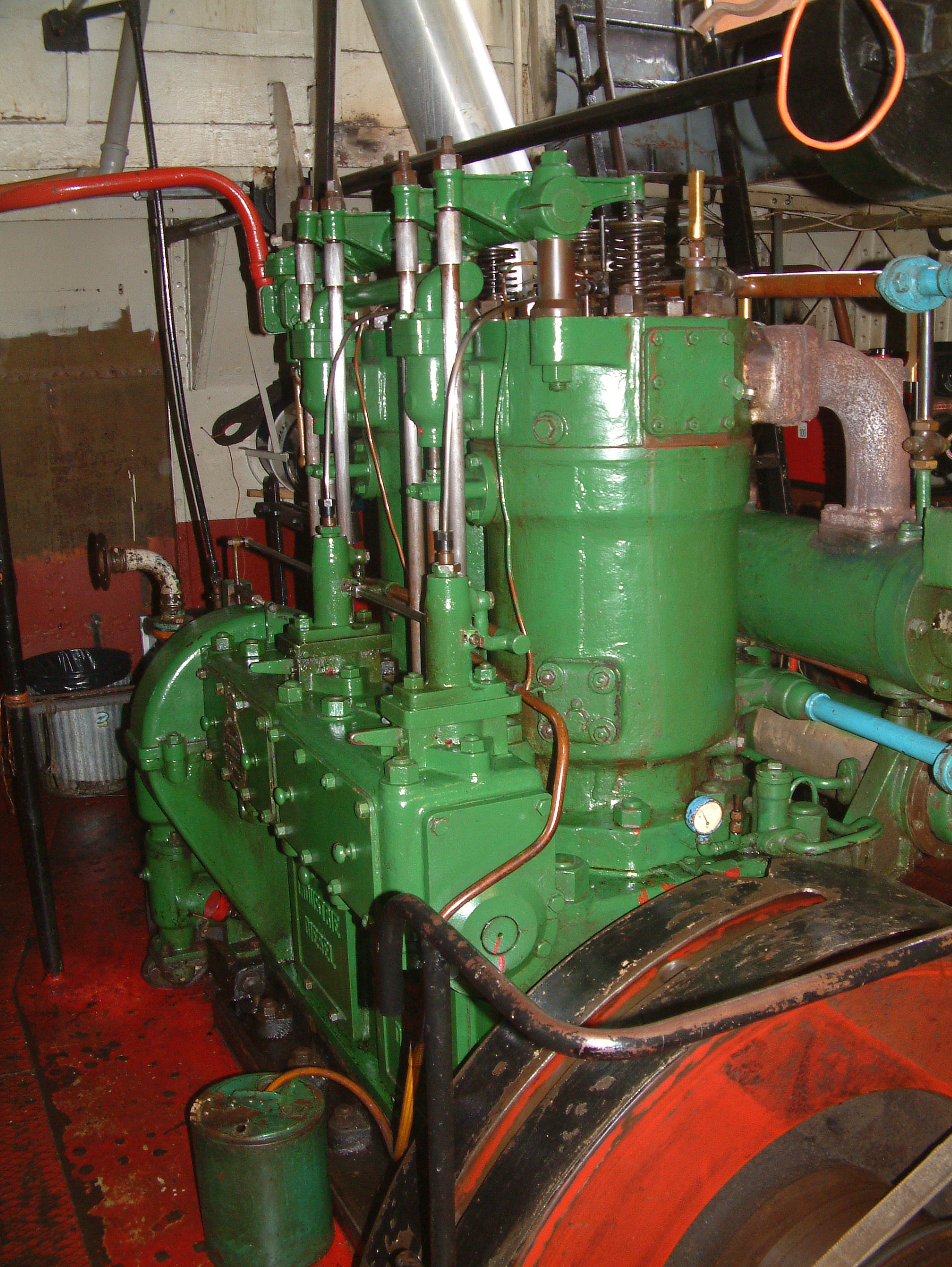
De Industrie scheepsmotor op het schip Heen en Weer X

De Industrie is een voormalige Nederlandse fabrikant van motoren. Het bedrijf bestond van 1910 tot 1977 en was gevestigd in Alphen aan den Rijn.

## Geschiedenis

### Oorsprong
De stichter van het bedrijf, Johannes Boot (Zoeterwoude, 18 januari 1886-1949) is de kleinzoon van Philippus Boot (1824-1902), sinds 1851 eigenaar en exploitant van een kleine scheepswerf. Van diens zonen neemt de middelste, Dirk (1859-1922), op 28-jarige leeftijd in 1887 het vaderlijk bedrijf over om dat samen met zijn inmiddels gestarte eigen werf onder de naam De Vooruitgang te exploiteren. Daar worden begin 20e eeuw ook motorboten gebouwd.
Zoon Johannes krijgt de kans om zich ook theoretisch te bekwamen: na de ambachtsschool bezoekt hij rond 1905 de ingenieursopleiding in Bingen am Rhein waarna hij verder praktijkervaring opdoet bij de Arnhemsche Stoomsleephelling Maatschappij en bij motorenfabriek Kromhout. In 1910 krijgt hij van zijn vader de kans op het werfterrein De Industrie (de in 1908 aangekochte werf van D. Mijs & Co.) een motorenfabriekje te beginnen. Een bescheiden en moeizaam begin, maar in 1913 slaagt men erin de eerste motor te tonen. Na een terugval gedurende de Eerste Wereldoorlog, waarbij tijdelijk landbouwwerktuigen en granaathulzen worden gemaakt, herpakt men in 1917 de motorenproductie, onder leiding van ingenieur Dumont. In datzelfde jaar – er werken dan 28 personen – worden bedrijfsterrein en -complex uitgebreid.

### Groei
Ondertussen zijn er nog steeds innige personele en zakelijke banden met de werf Boot. Broer Philippus heeft sinds 1908 de leiding over de gelijknamige werf De Industrie, voorheen Mijs & co., en wordt in 1928 mededirecteur van de motorenfabriek. Al eerder, in 1921, zijn de werf en motorenfabriek samen in een nv ondergebracht, ''D. en Joh. Boot N.V.''. De motorenfabriek groeit ondertussen uit het jasje, er komt in 1930 een nieuwbouw aan de Gouwsluisseweg, een fors bedrijfspand met een vloeroppervlak van 4000 m² waaronder een fabriekshal van 16 meter hoogte. Er werken dan een 130 man personeel en korte tijd zelfs 150, in twee ploegen. In 1932 slaagt men erin een dieselmotor te maken, maar de afzetmogelijkheden zijn beperkt. Pas na 1936 trekt het weer aan. Tijdens de Duitse bezetting kwamen motorenfabriek en werf onder Bau Aufsicht te staan. Een deel van de inventaris werd op het eind van de bezetting weggevoerd. Wel werd er veel aan onderzoek gedaan en kwamen verschillende verbeteringen aan de dieselmotor tot stand.

### Naoorlogse successen
Al gauw na de bevrijding treedt de vierde generatie in het familiebedrijf aan: Johannes overlijdt in 1949 en zijn broer Philippus pensioneert in 1950. Die vierde generatie wordt gevormd door Ir. Dirk Boot (1913-1997), sinds 1939 in dienst van het bedrijf, zijn broer Lourens Boot (1915-1985) en hun neef Piet Boot (1916-1980) zoon van Philippus. In de jaren vijftig profiteerde ook De Industrie van de naoorlogse groei. Bij het honderdjarig bestaan, in 1951, waren er ruim 200 arbeiders werkzaam. In 1957 kwam weer een nieuw fabrieksgebouw en kantoor- annex kantinegebouw gereed en werd het machinepark vernieuwd. In 1960 produceerde het bedrijf met een personeelsomvang van 180 werknemers 50 motoren per jaar. De productie van kleine motoren was inmiddels sinds 1949 ondergebracht bij het samenwerkingsverband Samofa. Maar in de jaren zestig traden zowel bij de werf als bij de motorenfabriek teruggang in.

### Fusie en ondergang
In oktober 1975 werd een fusie aangekondigd van de Appingedammer Bronsmotorenfabriek en De Industrie, Brons telde toen 320 medewerkers en De Industrie zo'n 180. In 1976 was de fusie een feit, maar de financiële problemen bleven. Brons kreeg in 1977 een forse overheidssubsidie van ƒ 10 miljoen, maar de fabriek van De Industrie werd gesloten en alle 150 werknemers ontslagen. Volgens de directie waren de problemen te wijten aan de slechte scheepsbouwmarkt, de teruggang in de visserijsector en problemen bij de nieuwe turbodieselmotor. De fabriek van De Industrie werd op 1 november 1977 gesloten.